# Rabequet

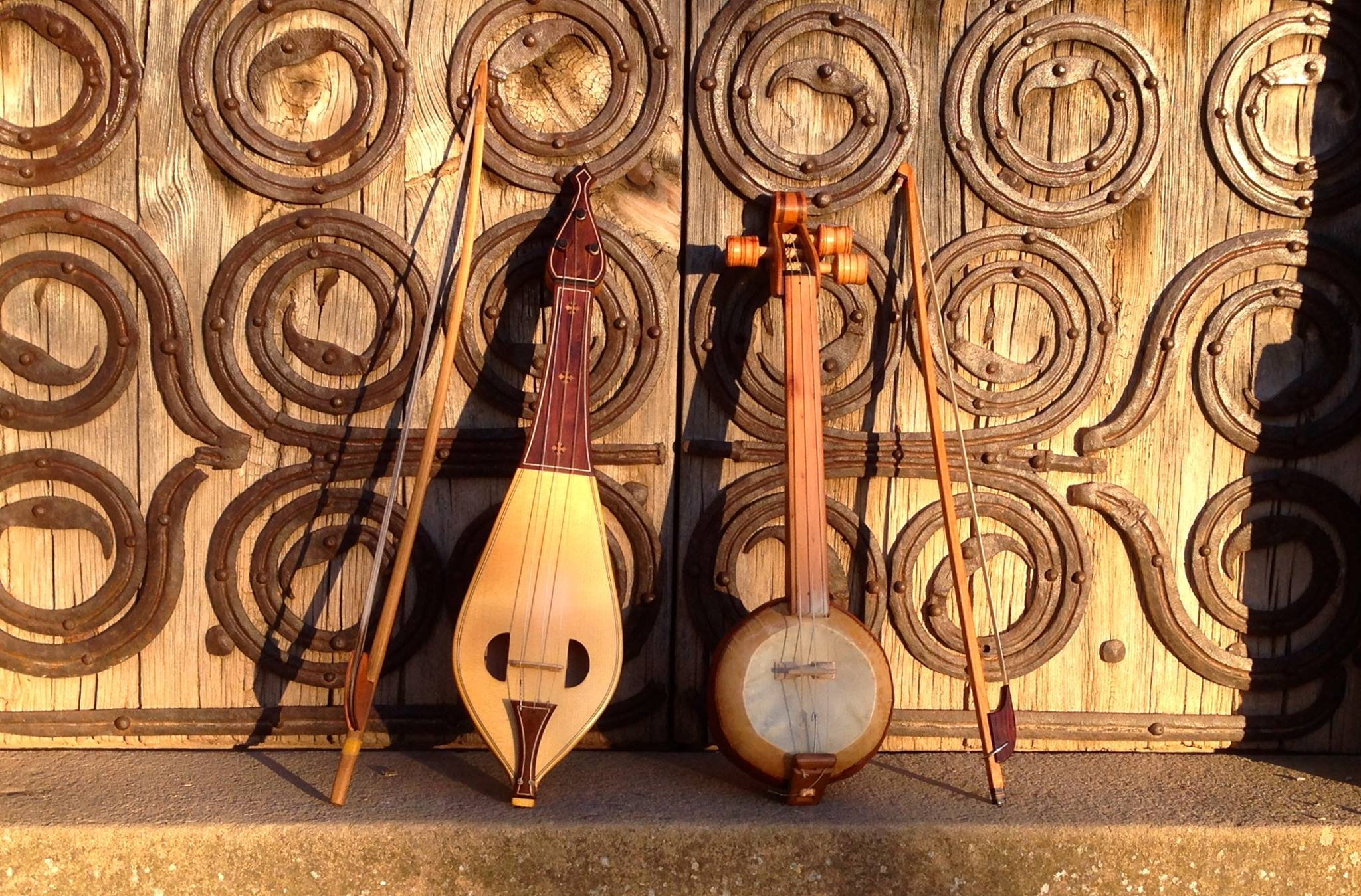
Rabequets; a l'esquerra un rabequet de fusta amb morfologia d'inspiració medieval i a la dreta un de tradicional de carbassa i membrana de pell.

El rabequet era un instrument de corda fregada amb un arquet, una caixa de ressonància en forma de nou, pell de pergamí tibada i constava de dues cordes que eren tocades amb un arc molt curt. Més tard, aquesta membrana va ser substituïda per una fullola.
A Catalunya, es feia amb carabassa vinatera, l'anomenada carabassa de rabequet (Curcubita maxima), com a caixa de ressonància. Generalment, s'aguantava amb la barbeta o al pit. N'hi ha variants de dues o tres cordes i antigament es coneixia amb diversos noms: rabena, rabeva, rabeu, rabell, rabec, alduf, violí de carbassa, etc.
És un instrument d'origen àrab (rabäb) i fou introduït amb les primeres invasions islàmiques del segle viii. Actualment, és encara l'instrument principal de les actuals orquestres àrabs de Tunísia, Marroc i Algèria. Va ser l'instrument preferit dels joglars i músics ambulants de l'edat mitjana, fins que al segle xvi esdevé l'instrument que avui coneixem per violí.
Abans era costum, molt estès a Catalunya, que els pastors baixessin de la muntanya, pels volts de Nadal, i anessin per les cases fent saber a la gent la naixença de Jesucrist, tot cantant alegres nadales i acompanyant-se d'instruments rudimentaris, molt casolans, com el rabequet i la simbomba.